# Michel Huin
Michel Huin (Haine-Saint-Paul, 22 december 1945) is een voormalig Belgisch parlementslid. 

## Levensloop
Michel Huin behaalde in het hoger onderwijs een diploma in thermische motoren. Hij werkte tot 1998 als automobielexpert op een dienst voor de aankoop en het beheer van stockwagens in de privésector.
Al van in zijn prille jeugd militeerde Huin voor de liberale partij PLP en haar navolgers PRL en MR. Begin jaren 1970 werd hij voorzitter van de jongerenafdeling van de  in Morlanwelz. Later werd hij ook lid van het nationale bureau van deze jongerenafdeling en in 1973 werd hij secretaris van de PLP/PRL-federatie van het arrondissement Thuin. In 1992 volgde hij Etienne Bertrand op als voorzitter van de PRL/MR-federatie van het arrondissement Thuin. Hij bleef dit tot in 2007. 
In oktober 1976 werd Michel Huin verkozen tot gemeenteraadslid van Morlanwelz. Hij zetelde er jarenlang in de oppositie, tot hij in april 1995 schepen van Openbare Werken werd. Hij bleef dit tot eind 2000 en was daarna van 2001 tot 2006 schepen van Openbare Werken, Stedenbouw en Patrimonium. Eind 2006 belandde Huin opnieuw in de oppositie, waarna hij nog tot eind 2018 in de gemeenteraad bleef zetelen.
Bij de verkiezingen van 1999 was hij lijsttrekker van de PRL-lijst voor het Waals Parlement en het Parlement van de Franse Gemeenschap in het arrondissement Thuin. Hij werd verkozen en bleef parlementslid tot in juni 2004. In het Parlement van de Franse Gemeenschap was Huin van 1999 tot 2004 voorzitter van de commissie Financiën, Begroting, Algemene Zaken, Organisatie van de Assemblee, Reglement en Comptabiliteit. In juni 2004 was hij opnieuw lijsttrekker voor zijn partij in het arrondissement Thuin, maar als gevolg  van de apparentering werd hij niet herkozen. 
Michel Huin was ook bestuurslid bij verschillende instellingen. Zo was hij tot 2004 ondervoorzitter van het Communauté Urbaine du Centre, een samenwerkingsorgaan van verschillende steden en gemeenten in de Centre en tot 2005 bestuurder van de binnenhaven Port Autonome du Centre et de l'Ouest. Van 2007 tot 2011 zetelde hij in de raad van bestuur van de vzw die de stuwdammen op de Meren van de Eau d'Heure uitbaat en van 2013 tot 2019 was hij bestuurder bij de sociale woonmaatschappij Sambre et Haine. Voorts was hij bestuurder bij intercommunales als afvalverwerkingsmaatschappij Itradec (tot 2004), gasdistributeur IGH (2006-2007) en de intercommunale voor economische en ruimtelijke ontwikkeling IDEA (2007-2018). Van 2006 tot 2010 was hij bovendien als raadgever verbonden aan de Liberale Mutualiteit van Henegouwen-Namen.